# نهر مودا
نهر مودا (بالملايوية: Sungai Muda)‏ هو أطول نهر في ولاية قدح، في ماليزيا.

## مساره
ينبع النهر من غابة أولو مودا في منطقة سيك في شمال شرق ولاية قدح، على طول الحدود مع تايلاند، ويوفر إمدادات المياه لولايتي قدح وبينانق. يتدفق النهر عبر جزء كبير من منطقة سيك، ثم يتدفق غربًا ويمر عبر الضواحي الجنوبية لسونغاي بيتاني ثاني أكبر مدينة في ولاية قدح، ويشكل الحدود الطبيعية مع ولاية بينانق. ثم يصب نهر مودا في مضيق ملقا عند كوتا كوالا مودا ( كوالا مودا تعني مودا السفلى، أو مصب نهر مودا في الملايو).

## المناخ
تلقى حوض نهر مودا هطولًا سنويًا من 2,160 إلى 2,000 مـم (85 إلى 79 بوصة) / في السنة خلال الفترة من 1985 إلى 2015. متوسط درجة الحرارة الشهرية العظمى والصغرى تراوح من 30.9 إلى 34.5 °م (87.6 إلى 94.1 °ف) و21 إلى 23.5 °م (69.8 إلى 74.3 °ف)، على التوالي.
خلال موسم الرياح الموسمية يمكن أن يؤدي هطول الأمطار إلى فيضانات غزيرة.